# Canaima
Canaima è un sistema operativo open source. È una distribuzione Linux basata sull'architettura di Debian. È stato creato come soluzione per coprire le esigenze del governo venezuelano come risposta al decreto presidenziale 3.390 che dà la priorità all'uso delle tecnologie libere e open source nella pubblica amministrazione. Il 14 marzo 2011 Canaima è stato ufficialmente dichiarato come sistema operativo predefinito per l'amministrazione pubblica venezuelana.
Il sistema operativo ha guadagnato una solida posizione ed è una delle distribuzioni Linux più usate in Venezuela, in gran parte a causa della sua incorporazione nelle scuole pubbliche. Viene utilizzato in progetti su larga scala come "Canaima Educativo", un progetto volto a fornire ai bambini delle scuole un computer portatile di base con software educativo soprannominato Magallanes. L'uso di Canaima è stato presentato a congressi internazionali sull'uso di standard aperti, Nonostante sia uno sviluppo giovane, è stato utilizzato per il Festival Latinoamericano di Instalación de Software Libre (FLISOL).
Nel febbraio 2013 DistroWatch l'ha classificata come la 185° distribuzione Linux più popolare tra 319 negli ultimi 12 mesi.  I notiziari venezuelani ufficiali riportano diverse installazioni, ma la maggior parte dei computer nel paese esegue ancora versioni piratate di Microsoft Windows, a meno che Windows non sia preinstallato con nuovi computer.

## Caratteristiche
Alcune delle principali caratteristiche di Canaima GNU/Linux sono:
1. Facilità d'installazione
2. Licenza gratuita
3. Distribuzione e utilizzo gratuito

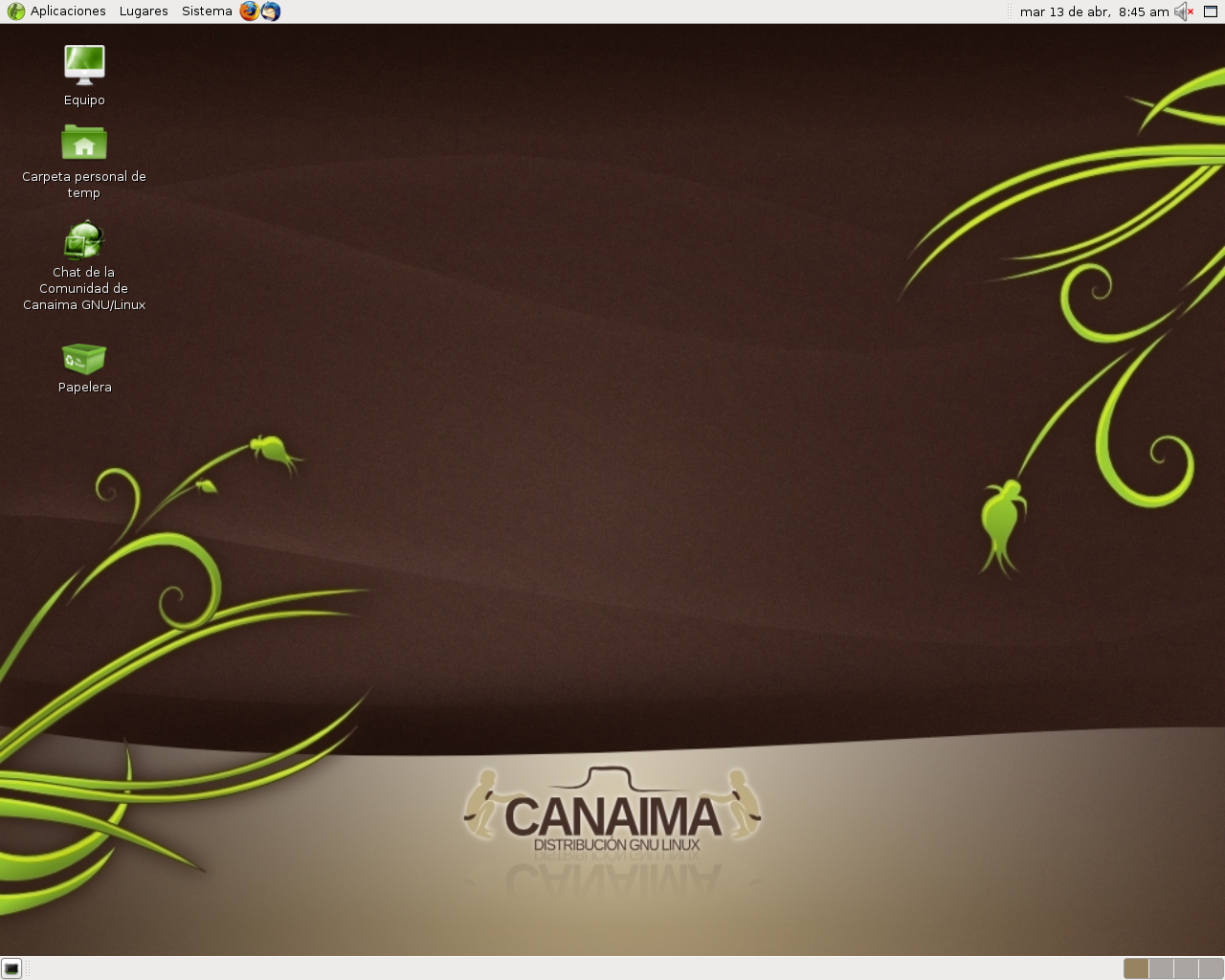
Desktop di Canaima Popular 2.0

La Free Software Foundation (FSF) afferma che Canaima GNU/Linux non è un software libero al 100%. Ciò è dovuto al fatto che alcuni dei suoi componenti sono software non libero, in particolare alcuni firmware necessari per schede grafiche, schede audio, stampanti, ecc. I creatori di Canaima hanno scelto di includere questi driver non liberi per supportare il numero di computer utilizzati dal Il governo venezuelano come possibile e per facilitare la migrazione da un sistema operativo closed source a un open source ma non libero. Si prevede che Canaima, nelle sue prossime versioni, offra un'opzione nel processo di installazione in modo che i driver non liberi siano facoltativi, essendo in grado di installare un'immagine del software libero al 100% della distribuzione se l'utente sceglie di farlo.

### Software inclusi
Canaima include applicazioni per la formazione, lo sviluppo e la configurazione del sistema. L'interfaccia grafica utente (GUI) e l'ambiente desktop di default è GNOME. Esistono altri ambienti desktop e GUI gestiti dalla comunità per il sistema, come Xfce.
Produttività: La suite di software per ufficio LibreOffice, con word processor, foglio di calcolo, programma di presentazione, include altri programmi più specifici come il software di gestione dei progetti Planner e un editor HTML.
Internet: Include Cunaguaro browser, un web browser basato su Iceweasel e adattato in particolar modo per Canaima 3.0 e versioni successive. Canaima Curiara, è un browser web basato su Cunaguaro, sviluppato in python-webkit per applicazioni specifiche sulla distribuzione.
Grafica: Inclide Gimp, Inkscape, software di desktop publishing Scribus e gLabels designer di etichette.
L'elenco completo del software incluso è disponibile all'indirizzo qui.

## Versioni
Canaima ha rilasciato periodicamente versioni stabili dall'ultimo paio di anni.
| Versione  | Nome in codice                          | Data di rilascio                        |
| --------- | --------------------------------------- | --------------------------------------- |
| 1.0       | Canaima                                 | 2007-10-18                              |
| 2.0       | Canaima                                 | 2009-02-05                              |
| 2.0.1 RC1 | Canaima                                 | 2009-04-16                              |
| 2.0.1     | Canaima                                 | 2009-05-15                              |
| 2.0.2     | Canaima                                 | 2009-05-22                              |
| 2.0.3     | Canaima                                 | 2009-07-03                              |
| 2.0.4     | Canaima                                 | 2009-10-17                              |
| 2.1 RC    | Canaima                                 | 2010-05-21                              |
| 3.0 RC    | Roraima                                 | 2011-02-10                              |
| 3.0 RC2   | Roraima                                 | 2011-02-22                              |
| 3.0       | Roraima                                 | 2011-05-05                              |
| 3.1 VC1   | Auyantepui                              | 2011-12-29                              |
| 3.1 VC2   | Auyantepui                              | 2012-07-06                              |
| 3.1 VC3   | Auyantepui                              | 2012-07-18                              |
| 3.1       | Auyantepui                              | 2012-11-14                              |
| 4.0       | Kerepakupai                             | 2013-12-04                              |
| 4.1       | Kukenán                                 | 2014-09-04                              |
| 5.0       | Chimantá                                | 2016-12-19                              |
| Colore    | Significato                             | Significato                             |
| Red       | versione vecchia                        | versione vecchia                        |
| Yellow    | versione vecchia, ma ancora supportata. | versione vecchia, ma ancora supportata. |
| Green     | ultima versione                         | ultima versione                         |
| Blue      | versione futura                         | versione futura                         |

### Ciclo di sviluppo
Canaima utilizza un modello di sviluppo basato su Debian, ma sono state apportate alcune modifiche per adattarlo ai bisogni venezuelani. Pertanto, il ciclo di sviluppo ha i seguenti componenti:
- Comunità socio-produttiva: integrata dalla comunità del Software Libero, enti della pubblica amministrazione, collettivi organizzati e università.
- Strumenti per il supporto delle comunità composte da:

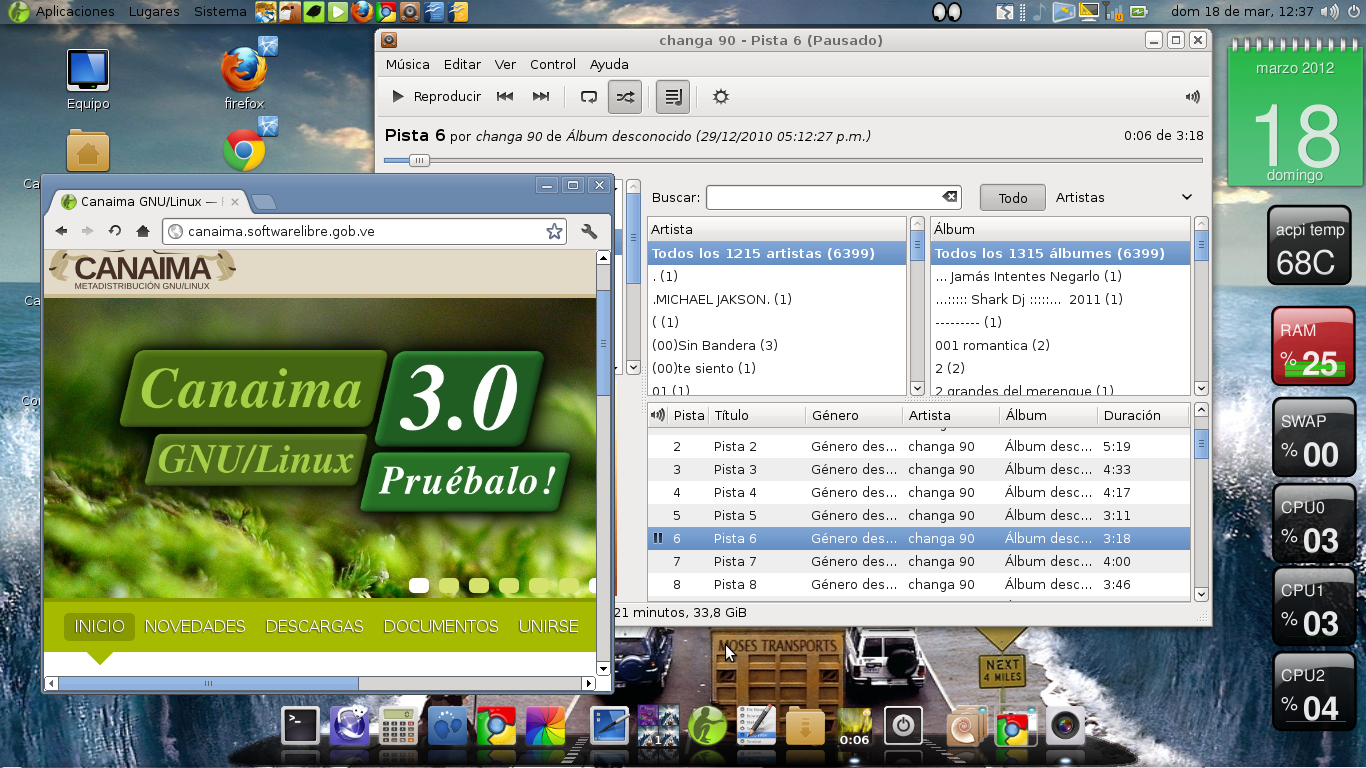
Canaima GNU/LINUX 3.0 di un desktop personalizzato

  - Una fucina basata su FusionForge situata all'indirizzo https://web.archive.org/web/20190611111637/http://forja.softwarelibre.gob.ve/
  - Uno strumento per la gestione dei progetti e il tracciamento dei bug basato su Trac situato all'indirizzo https://web.archive.org/web/20121126005534/http://proyectos.canaima.softwarelibre.gob.ve/
- Fase di consolidamento e test automatizzati: basati su test di qualità del software e criteri di valutazione. Questo stage ha un ampio uso di strumenti Debian come pbuilder,[23] elida nell'infrastruttura su cui poggia.[24]
- Certificazione: in cui un comitato di membri della comunità procede a test di funzionalità, controlla le statistiche, ecc., al fine di rilasciare una versione stabile.

### Cayapa Canaima
Una delle attività della comunità che è stata generata attorno a Canaima è la Cayapa. Cayapa è un termine venezuelano che rappresenta una forma di lavoro cooperativo fatto da più persone per raggiungere un obiettivo. In questi incontri, gli sviluppatori di software libero si riuniscono per proporre aggiornamenti e correggere bug tra le altre cose (questa attività è chiamata Bug Squash Party in altri progetti). L'ultima Cayapa è stata condotta dal 14 maggio fino al 15 maggio 2012 nella città di Barinas.

### OEM
Essendo una distribuzione promossa dal governo venezuelano, un certo numero di accordi strategici sono stati generati con diversi paesi e aziende produttrici di hardware:
- Portogallo: Accordo per la produzione di 250.000 computer "Magalhães" da distribuire nelle scuole pubbliche
- Sun Microsystems: per la certificazione dei dispositivi Canaima di questo produttore.[27]
- VIT, C.A.: Venezolana de Industria Tecnológica, società mista tra lo stato venezuelano e imprenditori cinesi in cui ha stabilito l'uso di Canaima sui dispositivi che sono fabbricati.[28]
- Lenovo: Per la certificazione dei dispositivi del produttore per l'uso di Canaima.[29]
- Siragon, C.A.: Produttore venezuelano di apparecchiature informatiche, un accordo dal quale Canaima è certificata per l'uso sui propri dispositivi.[30]

## Utilizzo
I casi di maggior successo dell'uso e dell'adozione di Canaima:

### Canaima Educativo
Si tratta di un progetto avviato nel 2009 dal Ministero dell'Istruzione venezuelano (Ministerio del Poder Popular para la Educación) che fornisce agli studenti dell'istruzione primaria un computer portatile, noto come Canaimitas, con software libero, utilizzando il sistema operativo Canaima e una serie di contenuto educativo creato dal Ministero della Pubblica Istruzione.
Nel 2011 oltre un milione di computer portatili sono stati riconosciuti come consegnati.

### CANTV
La compagnia telefonica nazionale, CANTV, utilizza il sistema operativo in una certa misura in base al loro Piano Internet.

## Varianti
Ci sono un certo numero di edizioni di Canaima, mantenute e riconosciute dagli attivisti della comunità, che non vengono rilasciati contemporaneamente alla distribuzione ufficiale e non prendono parte al programma del progetto. I più significativi sono:
- Canaima Colibri, una distribuzione venezuelana con l'obiettivo di essere amichevole, leggera e funzionale per computer con risorse limitate.
- Canaima Comunal, l'idea alla base di questa edizione è che può essere estesa dai consigli di comunità, una forma di governo della comunità chiamata "Consejos Comunales". L'obiettivo principale è quello di fornire un sistema operativo alle persone di questi consigli per il loro lavoro quotidiano, inclusi strumenti per sondaggi, tra gli altri.
- Canaima Caribay, rivolto ai media comunitari che sono fioriti a causa del sostegno del governo, dal momento che il governo venezuelano vede la maggior parte dei media privati come fortemente influenzati.
- GeoCanaima contiene applicazioni e dati Geomatics gratuiti per eseguire varie pratiche e interagire con applicazioni desktop, server Web e generatori di mappe.
- Canaima Forense, un nuovo ambiente user-friendly contenente una varietà di strumenti utili per computer forensics.